# Manda (Cameroun)
Pour les articles homonymes, voir Manda.
Manda est un village du Cameroun situé dans le département du Noun et la Région de l'Ouest. Il fait partie de l'arrondissement de Magba et du groupement Tikar.

## Population
En 1967, la localité comptait 320 habitants, principalement Tikar. Lors du recensement de 2005, on y a dénombré 1 233 personnes.

## Infrastructures
Manda dispose d'une école catholique et d'un marché hebdomadaire.